# Ultraleichtfluggelände Sauldorf-Boll

i7
i11
i13
Das  Ultraleichtfluggelände Sauldorf-Boll, seit 2007 auch Rudi-Rebholz-Flugplatz, liegt bei Boll, einem Ortsteil der Gemeinde Sauldorf im baden-württembergischen Landkreis Sigmaringen in Deutschland. Eigentümer und Platzhalter ist Otmar Rebholz.

## Flugbetrieb
Das Ultraleichtfluggelände besitzt eine Betriebsgenehmigung für motorisierte Luftsportgeräte, Hängegleiter, Ultraleichtsegelflugzeuge und Gleitflugzeuge. Für Hängegleiter, Ultraleichtsegelflugzeuge und Gleitflugzeuge ist Luftsportgeräteschleppstart als Startart zugelassen. Das Ultraleichtfluggelände ist mit einer 520 m langen und 20 m breiten Start- und Landebahn aus Gras (Richtung 05/23) ausgestattet. Es dient dem Verkehr von Luftfahrzeugen durch den Platzhalter. Andere Führer von Luftsportgeräten dürfen es nur nach vorheriger Zustimmung durch den Platzhalter (PPR) benutzen.

## Name
Das Gelände ist nach dem Boller Rudi Rebholz benannt, der mit besonderem Nachdruck gegen vielerlei Widerstände und als begeisterter Segelflieger an seinem Heimatort eine entsprechende Fluggenehmigung für ein Gelände durchsetzte, das im unmittelbaren Einflussbereich der militärischen Kontrollzone des Heeresflieger-Flugplatzes von Neuhausen ob Eck lag.

## Geschichte
Der Platz erhielt am 16. Juli 1984 seine ursprüngliche Genehmigung mit Rudi Rebholz als Platzhalter. Es besaß zu diesem Zeitpunkt eine Zulassung für Ultraleichtflugzeuge. Eine Betriebsabsprache mit dem Militärflugplatz war permanent erforderlich. Seit 1986 ist der in Frankfurt gegründete Deutsche Ultraleicht-Fliegerclub, kurz DULFc e. V., in Boll beheimatet. Ursprünglich waren die Flugzeuge in einem Zelt untergebracht, später wurde eine stabile blechverschlagene Stahlhalle errichtet.
Vom Regierungspräsidium Tübingen wurde mit einer leichten Verschiebung der Landerichtungen am 13. September 1994 eine Verlängerung genehmigt. Am 20. Juni 2006 wurde die Platzhalterschaft von Rudi Rebholz auf Otmar Rebholz übertragen.
Im Rahmen einer Flurneuordnung war es 2002 der Wunsch der Gemeinde Sauldorf sowie der Flurbereinigungsbehörde, die Landerichtungen erneut zu ändern. Ziel war es, die Gewanne „Mühlacker“ und „Hallmannswiesen“ später für die Dorfentwicklung und Bebauung freizuhalten. Dagegen hatten 2007 Bürger des Nachbarorts Bietingen Einspruch vor dem Verwaltungsgericht Sigmaringen eingelegt.
2009 ließ der Deutsche Ultraleichtfliegerclub in Zusammenarbeit einen geänderten und verlängerten Pistenverlauf der Start- und Landebahn anlegen. Der Boden des neuen Pistengeländes wurde dabei durch ein Minensuchgerät in Testarbeiten durchgearbeitet und konnte so durch weiteren Maschineneinsatz besser eingeebnet werden. Danach erfolgte eine spezielle Einsaat. Nach einer Platzrunde konnte die neue Landebahn am 23. Mai 2010 eingeweiht und in Betrieb genommen werden. Der geänderte Pistenverlauf wurde am 10. Juni 2010 genehmigt. Die Betriebsaufnahme wurde am 14. Juni 2010 gestattet.
Durch die Änderung ergaben sich bestimmte Sicherheitsvorteile, die Landebahn wurde auf 520 Meter verlängert und verläuft im An- und Abflugbereich hindernisfrei. Die Vorteile wiegen die Nachteile auf, die dadurch entstanden sind, dass der Platz von den Flugzeughallen und der bisherigen Infrastruktur des Platzes in nordwestlicher Richtung abgerückt ist. Die Bahn hat eine Breite von nur 20 Meter, hat aber beidseitig einen Sicherheitsstreifen von 15 Metern. Planungen laufen, den bisherigen Tower zu erhöhen oder gleich zu versetzen.
Traditionell über die Pfingstfeiertage feiert der Deutsche Ultraleichtfliegerclub mit dem Boller Flugplatztreffen einen Tag der offenen Tür.

## Einrichtungen

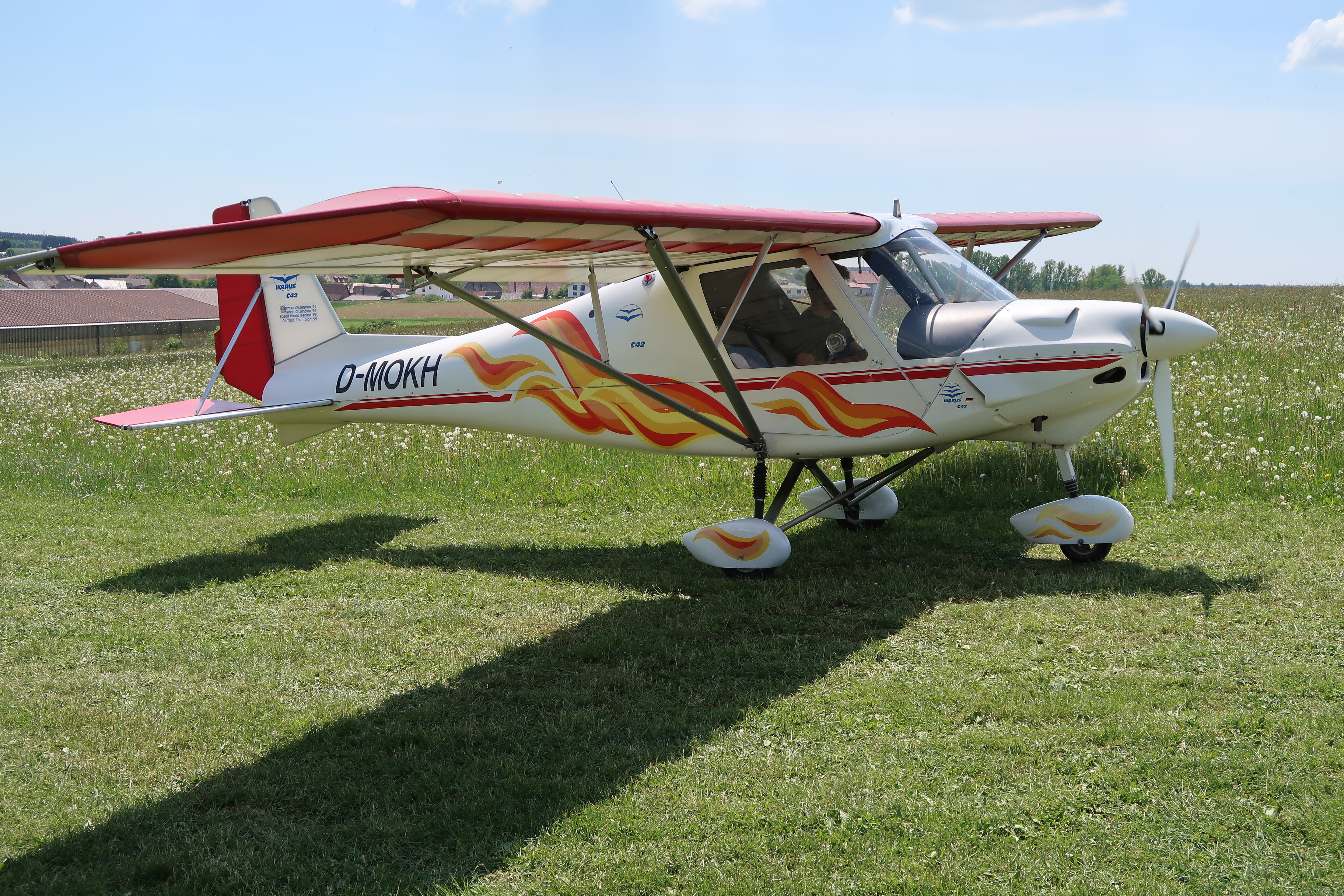
Ikarus C42 auf der Rollbahn

Neben dem Tower befinden sich noch zwei Hangars auf dem Platz. Die Vereinsmaschine ist ein Ultraleichtflugzeug vom Typ Sky-Ranger und dient der vereinseigenen Flugschule.